# バルーエリ圏
バルーエリ圏（バルーエリけん、フランス語：Cercle de Barouéli）は、マリ共和国の地方行政区画でセグー州を構成する圏のひとつ。行政の中心地はバルーエリにおかれる。下級単位のコミューンは11団体あり、2009年の統計で人口は203,550人を数える。

## コミューン
バルーエリ圏には以下のコミューンがある。
- バルーエリ（fr:Barouéli）
- ボワディエ（fr:Boidié）
- ドーグーフィエ（fr:Dougoufié）
- グンーンド（fr:Gouendo）
- カラケ（fr:Kalaké）
- コノボーグー（fr:Konobougou）
- ンガッソラ（fr:N’Gassola）
- サナンド（fr:Sanando）
- ソモ (バルーエリ圏)（fr:Somo (Mali)）
- タマニ（fr:Tamani）
- テッセルラ（fr:Tesserla）